# Antón Zarutski
Antón Serguéyevich Zarutski –en ruso, Антон Сергеевич Заруцкий– (Moscú, URSS, 27 de abril de 1986) es un deportista ruso que compitió en remo. Ganó tres medallas en el Campeonato Europeo de Remo entre los años 2008 y 2015, en la prueba de ocho con timonel.

## Palmarés internacional
| Campeonato Europeo | Campeonato Europeo | Campeonato Europeo | Campeonato Europeo |
| Año                | Lugar              | Medalla            | Prueba             |
| ------------------ | ------------------ | ------------------ | ------------------ |
| 2008               | Maratón (Grecia)   | Medalla de plata   | Ocho con timonel   |
| 2014               | Belgrado (Serbia)  | Medalla de plata   | Ocho con timonel   |
| 2015               | Poznań (Polonia)   | Medalla de bronce  | Ocho con timonel   |